# Euroregiune
Euroregiunea reprezintă o formă de integrare internațională ce presupune implicarea zonelor de frontieră din Europa prin eliminarea barierelor vamale și a obstacolelor din calea fluctuației forței de muncă.

## Legături externe
- „Euroregiune” la DEX online

## Vezi și
- Listă de euroregiuni
- Regiune transfrontalieră